# La lista de los deseos
La lista de los deseos es una película española cómica de 2020 dirigida por Álvaro Díaz Lorenzo, protagonizada por María León, Victoria Abril y Silvia Alonso y producida por A Contracorriente Films.

## Sinopsis
Eva y Carmen se conocen en sesiones de quimioterapia. Carmen anima a Eva a hacer una lista de cosas que siempre quiso hacer pero que nunca se atrevió, y a que las haga una vez termine el tratamiento y sin saber los resultados. Eva hace su lista y organiza un viaje con Carmen para tachar sus "locuras". Mar, la mejor amiga de Eva, y que se acaba de quedar soltera, también hace su propia lista y se apunta a un viaje que las unirá para siempre.

## Reparto
- María León como Eva
- Victoria Abril como Carmen
- Silvia Alonso como Mar
- Boré Buika como Manu
- Salva Reina como Toni
- Paco Tous como Ignacio
- Abdelatif Hwidar como Said
- Ammar Alkatib como Rachid
- Mara Guill como Sara
- Senae Refrade como Nasila
- Paco Calavera como Alcalá
- Farah Aiyade como Amira
- Joaquín Núñez como Carlos
- Lukas Pelinka como Carl
- José Luis Rasero como Paco
- Carolina Bassecourt como Sofía
- Álvaro Carrero como Antonio
- Juanma Lara como Conductor grosero
- Irene López como Rosa
- Andrés Velencoso como Jorge
- Juanfra Juárez como Serrano
- Manuel Tafallé como Manolo
- Josema Pichardo como Valentín
- Ken Appledorn como Magnus
- José Ramón Bocanegra como Óscar
- Sebastián Haro como Médico